# Dezomeshiki

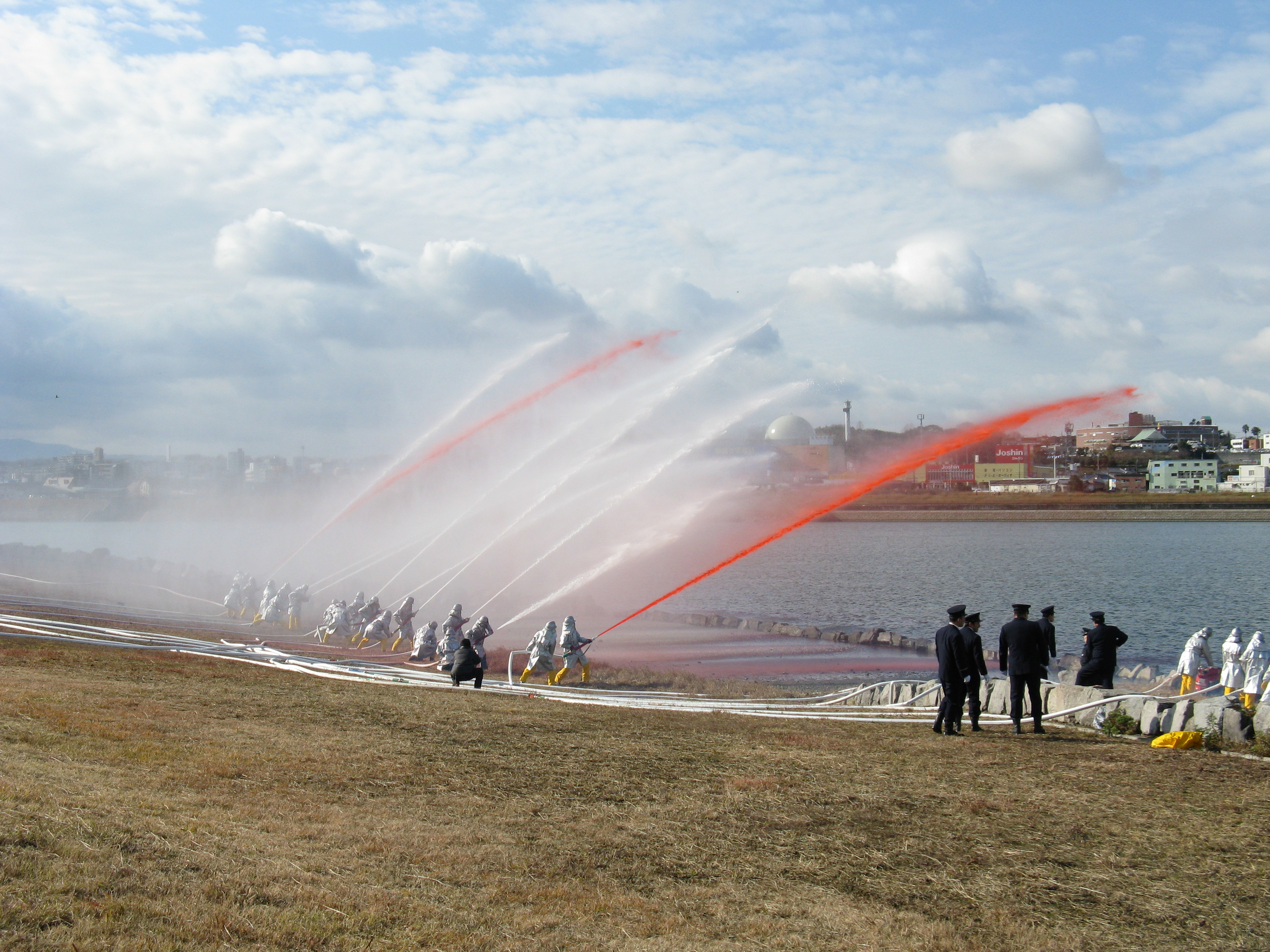
Dezomeshiki.

 (décembre 2023).
Si vous disposez d'ouvrages ou d'articles de référence ou si vous connaissez des sites web de qualité traitant du thème abordé ici, merci de compléter l'article en donnant les références utiles à sa vérifiabilité et en les liant à la section « Notes et références ».
La parade du Nouvel An (出初式, Dezomeshiki), qui a lieu le 6 janvier, est une ancienne fête japonaise où, dans chaque grande ville, les pompiers se réunissent pour montrer les anciennes et les nouvelles techniques utilisées contre les incendies et faire des démonstrations acrobatiques sur des échelles de bambou.